# Cantigny
Cantigny é uma comuna francesa na região administrativa de Altos da França, no departamento de Somme. Estende-se por uma área de 4,03 km². Em 2010 a comuna tinha 113 habitantes (densidade: 28 hab./km²).